# A3!
A3! (エースリー, Ēsurī, acronyme pour "Act! Addict! Actors!") est un jeu mobile japonais développé par Liber Entertainment. Il est sorti le 27 janvier 2017 au Japon puis le 23 octobre 2019 à l'international. La première saison d'une série télévisée d'animation en 12 épisodes est diffusée entre le 13 janvier et le 22 juin 2020.

## Anime
Une adaptation en série télévisée d'animation est annoncée en février 2019, réalisée par Masato Nakazone et Keisuke Shinohara, scénarisée par Naoki Hayashi. La musique est composée par Masaru Yokoyama et Kana Hashiguchi. La production est confiée aux studios P.A.Works et 3Hz. Elle est divisée en deux parties : A3! Season Spring & Summer, prévue pour être diffusée de janvier à mars 2020, et A3! Season Autumn & Winter, de juillet à septembre 2020,.
A3! Season Spring & Summer débute le 13 janvier 2020. Son quatrième épisode est initialement reporté en raison de problèmes de production, puis de deux semaines supplémentaires, avant que les producteurs de la série annoncent qu'elle sera entièrement rediffusée du 6 avril au 22 juin 2020. A3! Season Autumn & Winter est reportée en octobre 2020 à cause de la pandémie de Covid-19.

### Liste des épisodes
| No | Titre français                  | Titre japonais             | Titre japonais              | Date de 1re diffusion |
| No | Titre français                  | Kanji                      | Rōmaji                      | Date de 1re diffusion |
| -- | ------------------------------- | -------------------------- | --------------------------- | --------------------- |
| 1  | En route vers un avenir radieux | 満開の未来へ               | Mankai no Mirai e           | 13 janvier 2020       |
| 2  | Roméo et Julius                 | ロミオとジュリアス         | Romio to Juriusu            | 20 janvier 2020       |
| 3  | Bonne nuit, la salle            | おやすみシアター           | Oyasumi Shiatā              | 27 janvier 2020       |
| 4  | Un nouveau défi                 | 新たな挑戦                 | Arata na Chōsen             | 27 avril 2020         |
| 5  | Sur l'amour — Printemps         | 恋について・春             | Koi ni Tsuite Haru          | 4 mai 2020            |
| 6  | The Show Must Go On!            | The Show Must Go On!       | The Show Must Go On!        | 11 mai 2020           |
| 7  | Nouvelle saison                 | 新しい季節                 | Atarashī Kisetsu            | 18 mai 2020           |
| 8  | Les Mille et Une Nuits          | 千夜一夜物語               | Senya Ichiya Monogatari     | 25 mai 2020           |
| 9  | Le Premier stage d'été          | はじまりの夏合宿           | Hajimari no Natsu Gasshuku  | 1er juin 2020         |
| 10 | De véritables amis              | 本当のオトモダチ           | Hontō no Otomodachi         | 8 juin 2020           |
| 11 | Surmonter ses faiblesses        | オレの弱さを               | Ore no Yowasa o             | 15 juin 2020          |
| 12 | Un été conquérant               | 克服のSUMMER！             | Kokufuku no SUMMER!         | 22 juin 2020          |
| 13 | Un automne tumultueux           | 波乱の秋                   | Haran no Aki                | 12 octobre 2020       |
| 14 | Complices incompatibles         | ふぞろいなバディ           | Fuzoroi na Badi             | 19 octobre 2020       |
| 15 | Seul sur scène                  | 一人芝居                   | Hitori-shibai               | 26 octobre 2020       |
| 16 | Devenir quelqu'un d'autre       | 違う誰かに                 | Chigau Dareka ni            | 2 novembre 2020       |
| 17 | Les Aveux                       | 告白                       | Kokuhaku                    | 9 novembre 2020       |
| 18 | Le Portrait d'un bad boy        | バッドボーイ・ポートレイト | Baddo Bōi Pōtoreito         | 16 novembre 2020      |
| 19 | La Saison des retrouvailles     | 再会の季節                 | Saikai no Kisetsu           | 23 novembre 2020      |
| 20 | Affrontement théâtral           | タイマンACT                | Taiman Act                  | 30 novembre 2020      |
| 21 | Responsabilité et Détermination | 責任と覚悟                 | Sekinin to Kakugo           | 7 décembre 2020       |
| 22 | Dissonance                      | 不協和音                   | Fukyōwaon                   | 14 décembre 2020      |
| 23 | Sur les mêmes planches          | 隣に立っていたいお前で     | Tonari ni Tatteitai Omae de | 21 décembre 2020      |
| 24 | Encore une fois, d'ici          | もう一度、ここから         | Mō Ichido, Koko Kara        | 28 décembre 2020      |